# Heinrich Martius (Mediziner, 1781)

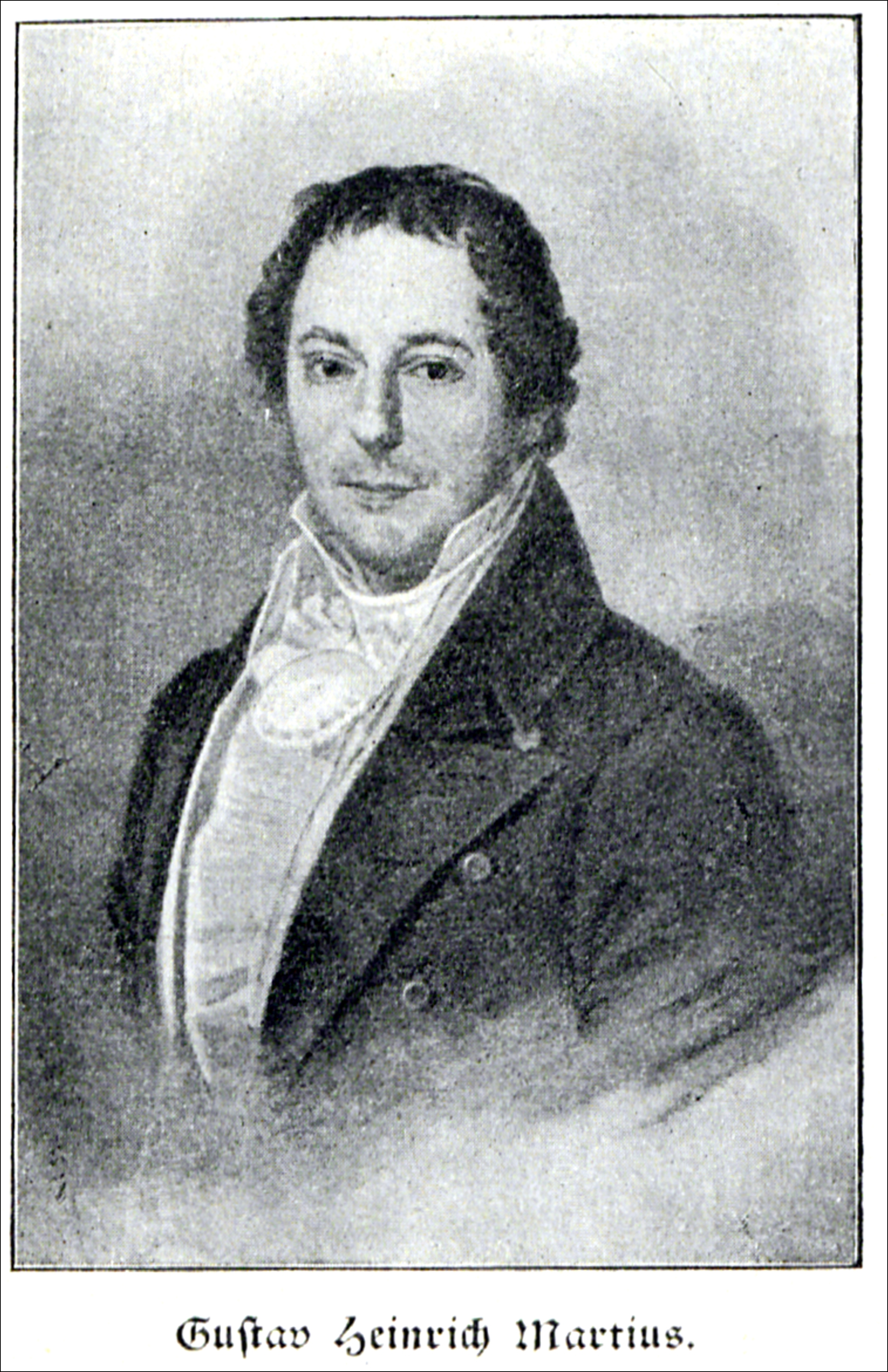
Heinrich von Martius

Gustav Heinrich von Martius (* 28. Dezember 1781 in Radeberg; † 4. August 1831 in Berlin) war ein deutscher Arzt, Naturwissenschaftler, Autor und Chronist.

## Leben
Heinrich Martius wurde als zweiter Sohn des Radeberger Stadtapothekers und Stadtrichters Johann Samuel Heinrich Martius (* 9. Juni 1746 in Marktredwitz; † 20. März 1821 in Radeberg) und seiner Ehefrau Rosine Sophie geb. Schuchardt (1760–1831) geboren. Er besuchte die Radeberger Stadtschule und erlernte anschließend bis 1796 am Gymnasium in Freiberg alte Sprachen und studienvorbereitende Wissenschaften. Gleichzeitig besuchte er für den angestrebten Beruf der Heilkunde an der Kurfürstlich-Sächsischen Bergakademie zu Freiberg Vorlesungen zu den dafür notwendigen Hilfswissenschaften, wie Chemie, Metallurgie, Mineralogie, Physik, Technologie, Mathematik und Botanik. Ab 1797 war Martius in Frankenberg bei dem Arzt und Apotheker Christian Gottlieb Weinart (1754–1834), einem Sohn des Theologen Benjamin Gottfried Weinart, in der Praktischen Ausbildung der Apotheker-Wissenschaft. Wegen einer schweren Erkrankung des Vaters kehrte Martius 1800 nach Radeberg zurück. 1801 begann er sein Studium in Wittenberg.
Nach dem Studien-Abschluss 1804 wurde er nach Russland berufen. Er arbeitete als Unter-Aufseher am Kaiserlich-Russischen Historischen Museum Moskau, das zur Lomonossow-Universität Moskau gehörte, und gleichzeitig als Bibliothekar an der 1803 gestifteten Demidowschen Bibliothek. 1805 war er einer der 25 Stifter der „Moskauer Gesellschaft der Naturforscher“, die 1806 durch Ukas Alexanders I. in den Rang einer „Kaiserlichen Gesellschaft“ erhoben wurde. Bereits 1806 promovierte Martius in Moskau mittels „Examen rigorosum“ zum Doktor der Medizin. Mit diesem Akademischen Grad als Dr. med. wurde er vom Senat als Zivilperson, entsprechend der russischen Rangtabelle Peters des Großen, dem 8. Rang des Russischen Adels gleichgestellt, womit er eine Uniform tragen und eine Kutsche fahren durfte und mit „Seine/Eure Hochwohlgeboren“ angeredet werden musste.
Martius blieb weiter Mitglied der Moskauer Universität. In den folgenden Jahren unternahm er in den Sommermonaten, während der Universitätsferien, naturhistorische Reisen in mehrere Gouvernements des Russischen Reiches und begann mit der Sammeltätigkeit von seltenen Pflanzen und Tieren. Gleichzeitig arbeitete er auf den Reisen als Arzt bei der Heilbehandlung bösartiger Krankheiten, wie der Lepra, den Pocken und der Beulenpest (Krimmsche Krankheit), in Gebieten der Tartaren und Kosaken.
Ab 1808 wurde er Leibarzt bedeutender russischer Persönlichkeiten, 1808 bei dem Fürsten Wolchonsky, den Martius auf einer Reise nach Sibirien begleitete. 1809 reiste er mit dem Fürsten Trubezkoi als dessen Leibarzt in die Ukraine. 1810 betreute er den Fürsten Dolgoruki als Arzt zu Kurreisen in den Kaukasus. Danach wurde er zum Leibarzt des Russischen Kaiserlichen Ministers Graf Alexei Kyrillowitsch Rasumowski berufen, der einer der höchsten Politiker und Förderer der Wissenschaften war. Diese Tätigkeit als Leibarzt für die Familie Rasumowski war verbunden mit der Direktion als Oberarzt der Hospitäler Rasumowskis, die sich auf seinen Gütern der Gouvernements Pensa und Saratow befanden.
Martius wurde in Anerkennung seiner Verdienste um die Erschließung des Russischen Reiches, seiner Beteiligung an der Vermessung und Beschreibung des Gouvernements Moskau mit dem Astronomen Christian Friedrich Goldbach (1763–1811), seiner Einsätze in Seuchengebieten und seiner Ergebnisse auf medizinischem und botanischem Gebiet Russlands in den Adelsstand mit Adelsdiplom und Titulierung „von Martius“ erhoben.
Napoleons Russlandfeldzug 1812 mit dem Brand von Moskau im September 1812 veränderte das Leben von Martius. Er verlor alles, seine wissenschaftlichen Arbeiten, sein Vermögen, seine umfangreiche Bibliothek, seine gesamten wertvollen und einmaligen Sammlungen.
Rasumowski gewährte Martius 1815 einen 6-monatigen Urlaub, damit er nach 12 Jahren seine Familie besuchen und einige literarische Arbeiten in Deutschland herausgeben konnte. Auf Bitten seiner Familie gab Martius jedoch seine Anstellung in Russland auf und blieb in Sachsen.
1816 promovierte Martius zum zweiten Mal. An der Universität Leipzig wurde er mit der Dissertation De lepra taurica zum „Doctor der Medicin & Chirurgie“ ernannt. Die zugehörige Beleg-Schrift unter dem gleichen Titel hatte Martius dem Grafen Rasumowski gewidmet.
Im gleichen Jahr ließ Martius sich in Bautzen als „Praktischer Arzt“ nieder und heiratete 1818 im evangelischen Teil des Bautzener Domes Friederike Emilie Auguste Probst, die Tochter des Bautzener Senators und Oberamtsadvokaten August Probst (1770–1833).
1818 folgte Martius einem Ruf als „Stadt-Physicus“ nach Nossen und war dort zuständig für den Amtsbezirk Nossen. Von dort aus ging er 1828 nach Berlin.
Am 4. August 1831 starb er in Berlin am Schlagfluss.
Am 1. Dezember 1831 fand in Berlin eine öffentliche Versteigerung von Martius' Büchersammlung statt, zusammen mit den Sammlungen von Ernst Gottfried Fischer und Friedrich Leopold Brunn.

## Wirken

### Medizin
Martius verfasste bereits in seiner Moskauer Zeit zahlreiche medizinische Werke. Hauptthemen waren Abhandlungen über Infektionskrankheiten beim Menschen, Hautkrankheiten, Frauenheilkunde und zur Allgemeinen Gesunderhaltung. Ein von Martius aus dem Chinesischen übertragenes Werk über Geburtshilfe trug zur wissenschaftlichen Popularisierung dieser Thematik im deutschsprachigen Raum bei. Insbesondere waren ihm seine in Russland über 12 Jahre gewonnenen Erfahrungen im Umgang mit den im rauen Kontinentalklima typischen Krankheiten und deren Behandlung, zum großen Teil mit dort üblichen naturheilkundlichen Mitteln, bei der Ausarbeitung seiner medizinischen Werke nützlich. In einem Buch über Vorbeugung und Behandlung von Erfrierungen ließ er die Erfahrungen und Kenntnisse der russischen (auch anderer nordischer) Volksgruppen einfließen, ebenso die jahrzehntelangen Erfahrungen und Erkenntnisse seines Vaters als Stadtapotheker von Radeberg.
Dem damaligen Zeitgeist folgend verfasste Martius 1822 auch ein Buch über die medizinischen Aspekte der „Erhaltung von Gesundheit und Schönheit insbesondere für gebildete Frauen“, das jedoch unterschiedliche Kritiken erfuhr.

### Naturwissenschaftliche Arbeiten
Die Botanik war für Martius vor allem wegen der pflanzlichen Inhaltsstoffe interessant. Umfassende Kenntnisse dazu hatte er bereits ab dem Kindesalter im väterlichen „Apothekers Garten“ in Radeberg erworben. Martius verfasste Werke zum komplexen Vorkommen von Pflanzen, die besonders für die Heilkunde interessant und wichtig sind, z. B. zum Kloster Altenzella (b. Nossen): Ein Beitrag zur Kunde der Vorzeit (in zwei Teilen), Prodromus florae Mosquensis (Geschichte der Flora des Moskauer Gebietes, in Latein) und weitere Werke über die Pflanzenwelt Russlands.

### Historische Arbeiten
Mit seinem 1828 veröffentlichten Buch Radeberg und seine Umgebungen – Eine historische Skizze schuf Martius eine erste umfassende, historisch fundierte und tiefgründige Chronik zu Radeberg und dem Radeberger Land, die bis heute als ein Standard-Werk zur Stadtgeschichte für die Frühzeit bis in die frühe Neuzeit gilt und überregionale Bedeutung hat.
Bemerkenswert ist auch seine 1812 in Moskau unter dem Titel „Über Lage, Sitten und Völkerschaften Germaniens“ veröffentlichte Übersetzung der Germania des Tacitus.

## Werke (Auswahl)
- De lepra taurica. Dissertation. Stabitz, Leipzig 1816. Lateinisch. Online-Ressource. OCLC 1071267361. Neu-Ausgabe 1827: De Lepra Taurica, specimen academicum. OCLC 249351207
- Abhandlung über die Frostbeulen und deren ärztliche Behandlung. Berlin 1831. Verlag Fried. Aug. Herbig. Online-Ressource. OCLC 956538768. Neuauflage Verlag Herbig Berlin 1831.
- Prodromus florae mosquensis. Lipsiae in commercio industriae. 1817. Lateinisch. OCLC 964857522 Online-ressource
- Abhandlung über die krimmsche Krankheit und deren ärztliche Behandlung. Freiberg 1818. OCLC 732182666
- Abhandlung über die Geburtshülfe. Aus dem Chinesischen von H. Martius. Freiberg 1820. OCLC 66114504
- Hebe: Taschenbuch zur Erhaltung der Gesundheit und Schönheit ; ein Toilettengeschenk für gebildete Frauen. Meissen Goedsche, 1822. OCLC 248123493
- Kloster Altenzelle: Ein Beitrag zur Kunde der Vorzeit. Craz und Gerlach, Nossen 1822. OCLC 63767539
- Radeberg und seine Umgebungen: Eine historische Skizze. C. F. A. Weller, Bautzen 1828. Online-Ressource OCLC 812364395
- Ueber den Blasenausschlag; oder Pemphigus. G. Reimer, Berlin 1829. Online-Ressource OCLC 14829296